# Свобода (Ґостинінський повіт)
Свобода (пол. Swoboda) — село в Польщі, у гміні Щавін-Косьцельни Ґостинінського повіту Мазовецького воєводства.
Населення — 94 особи (2011).
У 1975-1998 роках село належало до Плоцького воєводства.

## Демографія
Демографічна структура станом на 31 березня 2011 року:
|          | Загалом | Допрацездатний вік | Працездатний вік | Постпрацездатний вік |
| -------- | ------- | ------------------ | ---------------- | -------------------- |
| Чоловіки | 47      | 5                  | 34               | 8                    |
| Жінки    | 47      | 10                 | 22               | 15                   |
| Разом    | 94      | 15                 | 56               | 23                   |